# Tarzanide
|                                                                                                 |  |                                             |
| Couverture du pulp All Story (octobre 1912), première apparition de Tarzan dans la littérature. |  | Couverture Jo-Jo - Congo King no 23 (1949). |

Un tarzanide est un personnage de fiction de bande dessinée inspiré de Tarzan. Ce dernier remporte un tel succès qu'il inaugure un véritable mouvement de fond au sein de la bande dessinée populaire, principalement en petit format. De nombreux tarzanides apparaissent dans les fascicules de poche. Ces personnages féminins ou masculins vivent dans diverses jungles et possèdent des caractéristiques de Tarzan.

## Étymologie et caractéristiques

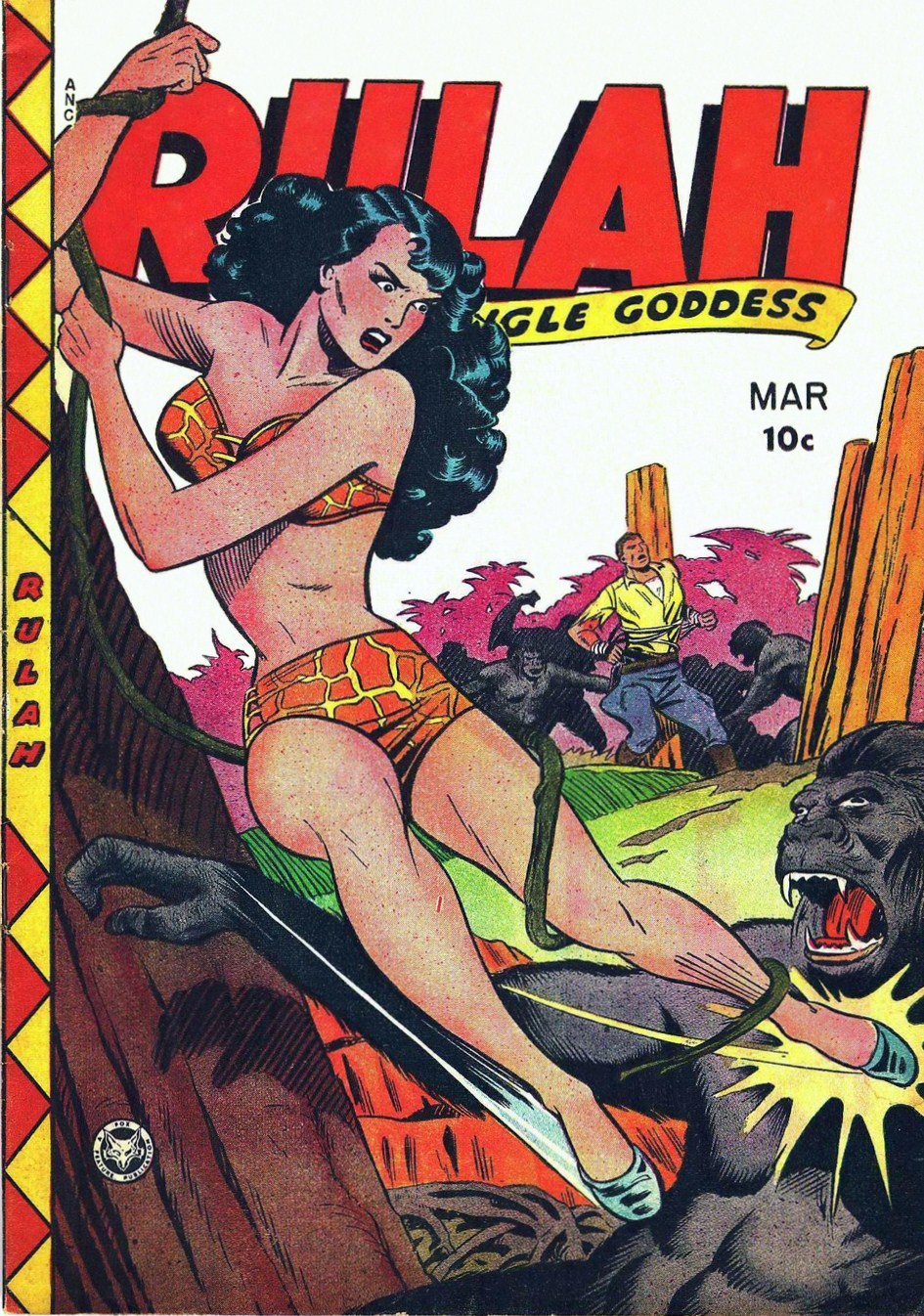
Rulah, déesse de la jungle.

Le terme « tarzanide » a été inventé par le critique littéraire français Francis Lacassin, auteur de trois livres sur l'homme singe : Tarzan: Triomphant mythe, mythe humilié (1963), Tarzan ou le Chevalier crispé (1971) et La Legende Tarzan (2000). Un tarzanide est généralement considéré comme le Roi de la forêt ou Roi de la jungle. Il parle le plus souvent aux animaux et parfois même, les commande. Il est respecté par la plupart des tribus alentour et on le retrouve souvent visitant des civilisations perdues.

## Liste chronologique
Cette liste non exhaustive présente de manière chronologique quelques tarzanides :
- 1904 : Rima, fille de la jungle (en) est l'héroïne de la nouvelle Green Mansions: A Romance of the Tropical Forest (en), de l'écrivain anglo-argentin William Henry Hudson. Elle réaparaîtra dans la série de comic books Rima the Jungle Girl publiée par DC Comics[1].
- 1912 : Tarzan, héros créé par le romancier américain Edgar Rice Burroughs pour son roman Tarzan chez les singes. Il créera d'ailleurs d'autres personnages similaires :
  - 1915 : Korak (en), fils de Tarzan apparu dans l'épisode précédent, qui apprend à vivre dans la jungle dans Le fils de Tarzan, tout comme Meriem (en) sa future épouse.
  - 1929 : Fou-tan dans Jungle Girl (en), qui se déroule au Cambodge.
  - 1933 : Balza dans Tarzan et l'Homme-lion (en), où Tarzan trouve que ce nom lui convient bien, puisqu'il signifie « fille dorée » dans la langue des grands singes.
- 1936 : Sandor est créé par l'Américain Homer Fleming, Sandor apparaît dans le cinquième numéro du anthologie New Comics en juin 1936. Sándor vit ses aventures dans le nord-est de l'Inde[2].
- 1938 : Sheena, reine de la jungle est créée par les américains Will Eisner et Jerry Iger, Sheena apparaît dans le premier numéro du pulp magazine britannique Wags en 1937. L'année suivante, elle est adaptée aux comics par Mort Meskin et William Thomas dans Jumbo Comics #1 de Fiction House. Par la suite, elle a plusieurs séries éponymes dans diverses maisons d'éditions. Sheena est la première d'une longue liste de tarzanides féminins. Elle a également été adaptée au cinéma et au petit écran avec deux séries télévisées éponymes[3].
- 1939 : Ka-Zar alias David Rand est le premier Ka-Zar de l'univers Marvel. Il apparait pour la première fois dans les pulp magazines des années 1930 et est adapté à la bande dessinée par Timely Comics en 1939.
- 1940 : Kaanga, seigneur de la jungle de Alex Blum[4],[5].
- 1946 : Durga Râni, reine des jungles par Jean Sylvère et Pellos[6]
- 1946 : Ouragan par André Bohan (1946-50)
- 1947 : Tim l’Audace par Raoul Giordan[7].
- 1947 : Jo-Jo, Congo King[5],[8].
- 1947 : Lion Man est l'un des premiers tarzanides noirs, il a une seule aventure dans l'anthologie All-Negro Comics. Ses créateurs afro-américains sont les frères Evans : George J. Jr et Orrin Cromwell[9].
- 1947 : Targa par Robert Bagage (1947-50)
- 1947 : Rulah, déesse de la jungle
- 1947 : Tao, l'homme fauve par Lucien Nortier dans le magazine Zorro Jeudi Magazine.
- 1948 : Toula, l'homme dieu des terres inconnues par H. Will[10].
- 1948 : L'homme gazelle scénarisé par Pautard et dessinée par Brantonne[7]
- 1948 : Ogar, le démon de la savane par Yves Mondet
- 1948 : Roag par G. Mattéi (1948-49)
- 1948 : Yorga par Antonio Canale (1948-49)
- 1950 : Sari par Raoul Giordan
- 1950 : Moha par André Gosselin, paru dans le magazine Audax.
- 1950 : Ardan par J.A. Dupuich, paru dans le magazine Audax.
- 1951 : Rugha par G. Mattéi, publié de 1951 à 1972.
- 1953 : Ka-Zar alias Kevin Plunder est le second Ka-Zar de l'Univers Marvel. Il est un mélange de Tarzan et de Tor, l'homme des cavernes. Créé par Joe Kubert, il apparaît pour la première fois en 1953 dans l'univers Marvel.
- 1953 : Tarou par Robert Dansler (Bob Dan), publié de 1953 à 1977.
- 1954 : Jann de la Jungle
- 1958[11] : Akim est le gardien d'une réserve d'animaux sauvages dont il assure la paix[12],[13].
- 1963 : Zembla est un redresseur de torts qui combat des trafiquants[13].
- 1963 : Kalar par Thomas Marco Nadal, paru chez Impéria dans la revue du même nom.
- 1966 : Kali paru aux Éditions Jeunesse et vacances.
- 1966 : Wiro Anak Rimba (Wiro l'enfant de la jungle) par l'auteur indonésien Kwik Ing Hoo. L'histoire relate les aventures de Wiro dans les forêts de Java, Sumatra, Bornéo, Sulawesi et Irian Jaya, en compagnie de ses amis les animaux.
- 1967 : Zora, paru aux Éditions Jeunesse et vacances.
- 1968 : Yataca est une revue de petit format de l'éditeur Aventures & Voyages.
- 1968 : Jungla, version féminine, par Paolo Trivellato.
- 1968 : Luana, une héroïne combinant aventures rocambolesques et heroïc fantasy mise en scène par le réalisateur Roberto Infascelli.
- 1969 : Rahan fait une apparition dans le no 1 de Pif gadget[14].
- 1972 : Shanna, compagne du second Ka-Zar, et inspirée de Jann de la Jungle.
- 1973 : Sahib Tigre série mettant en scène un homme élevé enfant dans la jungle indienne par des tigres ; parut dans le petit format Akim du numéro 328 à 343.
- 1974 :
- 1974 : Zan della jungla, alias Zarawa par Bruno Maraffa dans la revue Akim[15].
- Mozam paru aux éditions Lug
- Mizomba paru dans Yataca.
- Djeki la jungle
- King la jungle
- Banga
- Tamar
- Tiki fils de la jungle par Stelio Fenzo.
- Djinga Jungle
- Tibor par Hans-Rudi Wäscher.
- Bomba
- Thunda par Frank Frazetta.
- Wamba
- Togar par Jean Frisano.
- Tarzak. Apparu dans Tourbillon no 124 et devait s’arrêter au no 129 .Scenario et dessins de Guy Samud.
- Kaana l'enfant terrible de la jungle[16], version  enfantine et comique en français du scénariste et dessinateur turc Suat Yalaz qui s'est illustré par la série BD turque Karaoğlan et ses clones français Changor et Kébir
- Saber, the son of the sun est un clone  de Yataca dans le périodique anglais Vulcan
- Toka, the Jungle King
- Lorna, the jungle queen